# Haro Ayldisna
Haro Ayldisna (auch Haro Aldesna, * unbekannt; † um 1390) war Häuptling zu Groß-Faldern.
1378 hat er mit anderen Häuptlingen das Kloster Dykhusen bei Visquard gestiftet und dort Schwestern aus Reide eingesetzt. Seine Burg zu Faldern wurde durch Hisko Abdena von Emden zerstört.
Laut Ubbo Emmius ließ Hisko ihn als Greis, noch zu Ocko I. tom Broks Lebzeiten, zu Emden hinrichten. Nach anderen Quellen lebte er noch im Jahr 1400.
Das Wappen der Häuptlinge zu Faldern zeigt im blauen Feld drei goldene Lilinen (2:1).
Er war verheiratet mit Elborg, Ocko I. tom Broks Schwester.